# ヴェネツィア・ビエンナーレ

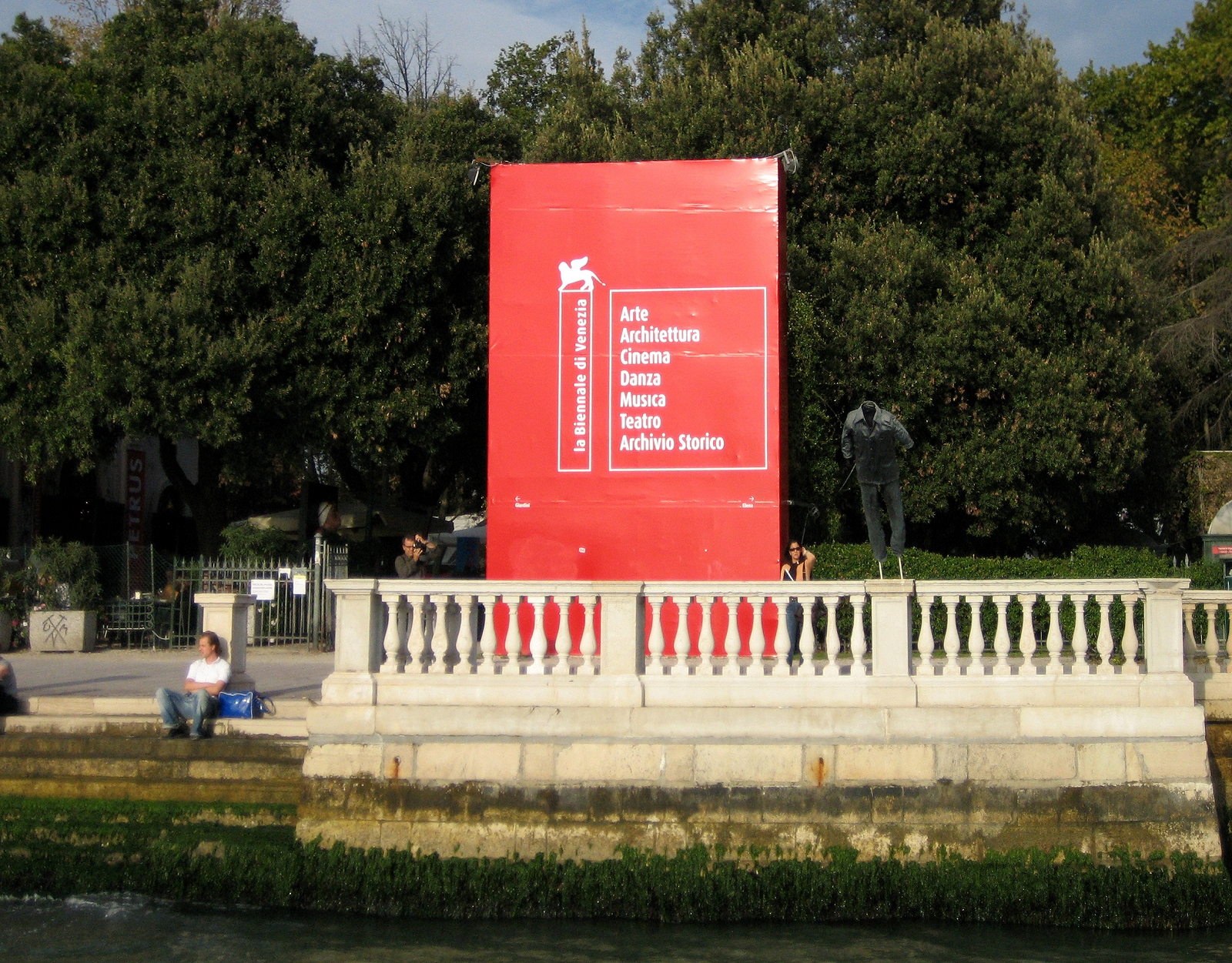
ジャルディーニ（ビエンナーレ公園）のビエンナーレ看板

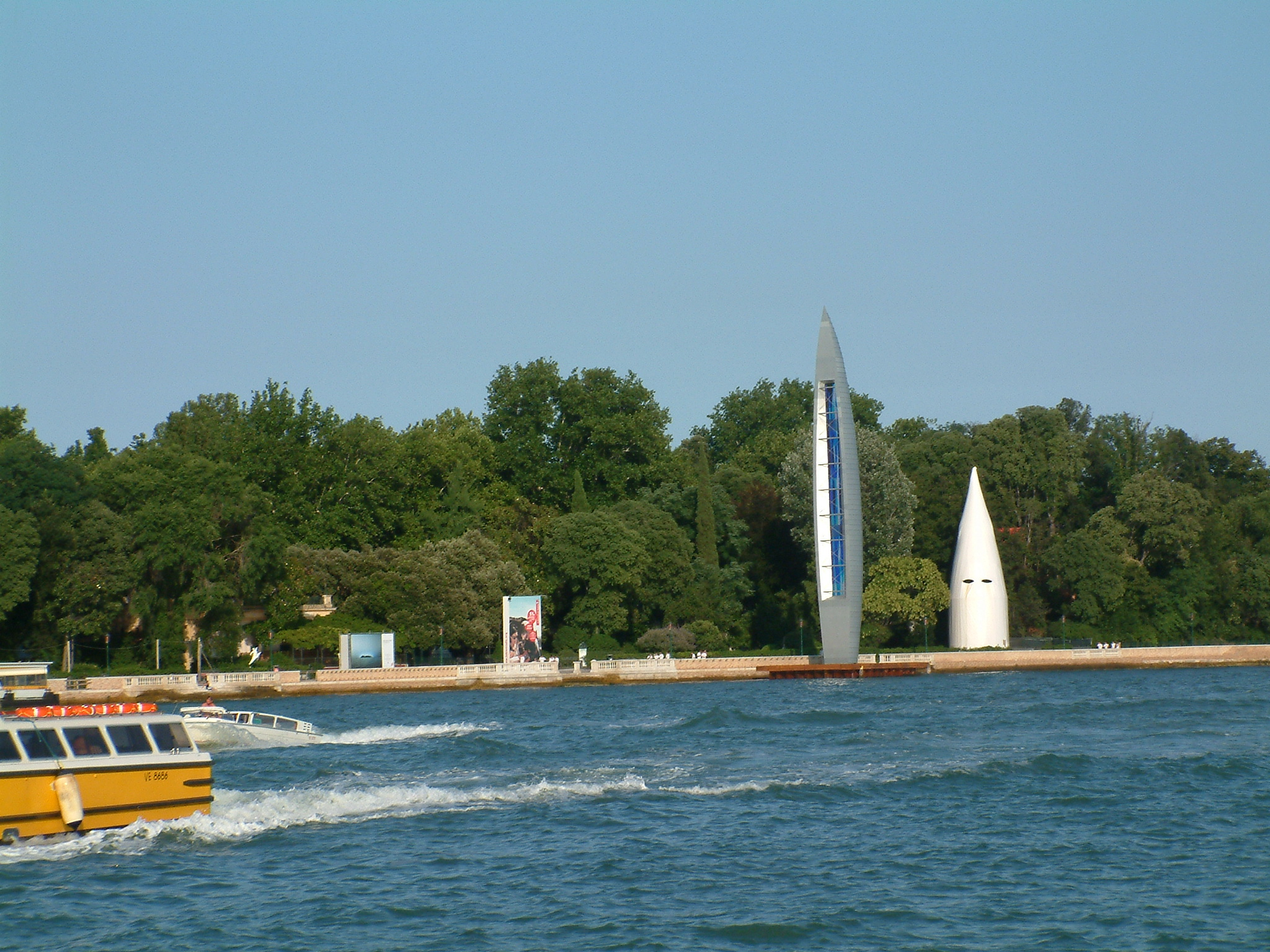
海から見たジャルディーニ

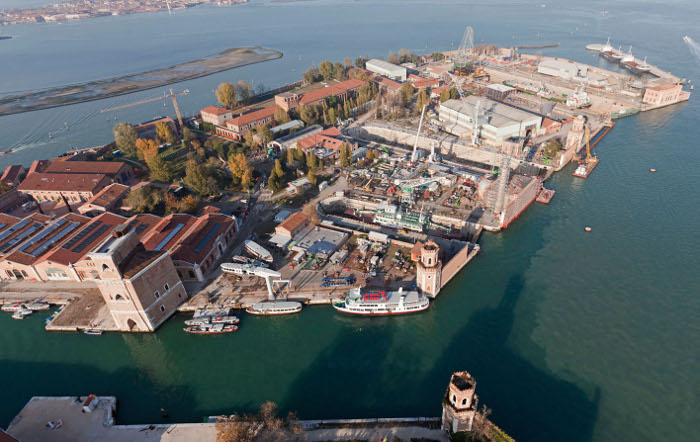
上空から見たアルセナーレ（旧国立造船所）

ヴェネツィア・ビエンナーレ（Biennale di Venezia, 英語: Venice Biennale / Venice Biennial）は、イタリアのヴェネツィアで1895年から開催されている現代美術の国際美術展覧会。イタリア政府が後援するNPOであるヴェネツィア・ビエンナーレ財団が主催し、二年に一度、奇数年に、6月頃から11月頃まで開催されている。ビエンナーレとはイタリア語で「二年に一度」を指す。
この展覧会は、万国博覧会や近代オリンピックのように国が出展単位となっており、参加各国はヴェネツィア市内のメイン会場となる公園やその周囲にパビリオンを構えて国家代表アーティストの展示を行う。国同士が威信をかけて展示を行い賞レースをすることから、「美術のオリンピック」とも称される。
ビエンナーレには美術部門（Esposizione_internazionale_d'arte_di_Venezia）だけでなく、映画部門・建築部門・音楽部門・演劇部門・舞踊部門がある。毎年ヴェネツィアで開催されているヴェネツィア国際映画祭と国際演劇祭、美術と同じ会場で偶数年に開催されている国際建築展覧会・ヴェネツィア建築ビエンナーレ、フェニーチェ劇場で行われる国際音楽祭（ヴェネツィア国際現代音楽祭）、国際舞踊祭（コンテンポラリー・ダンス国際フェスティヴァル）もヴェネツィア・ビエンナーレの一部である。

## 開催形式

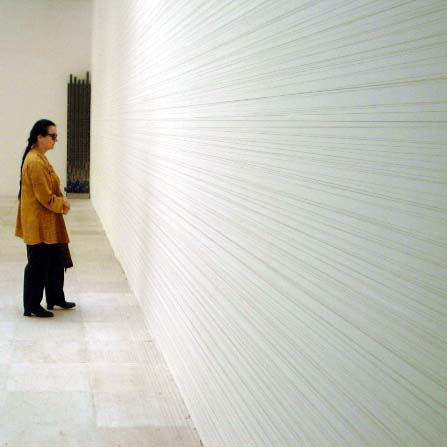
2001年の展示風景

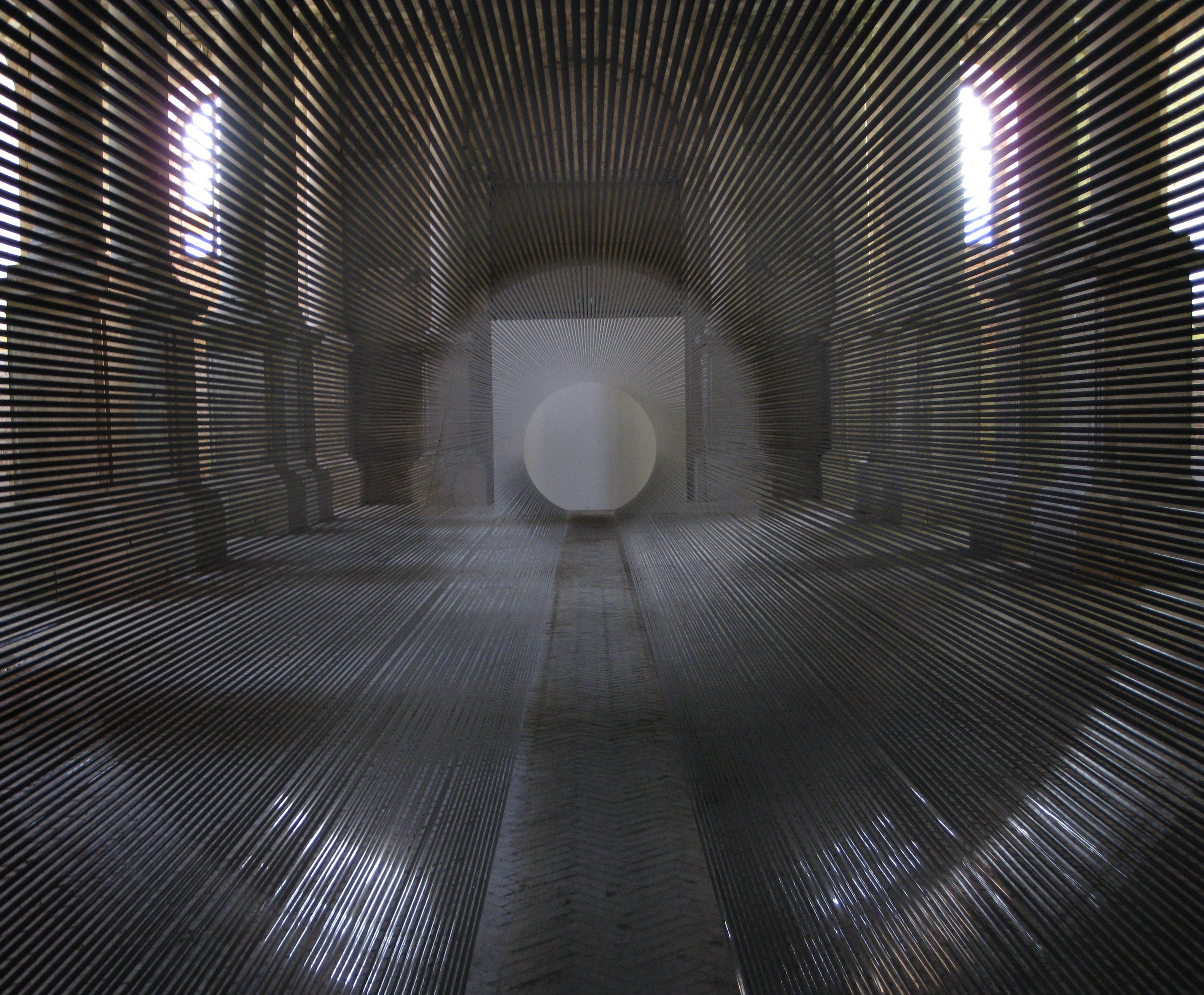
2009年の展示風景

参加各国は事前にそれぞれの国内のキュレーターや美術家の中から、コミッショナー（展示企画者）と代表アーティストを選出し、ヴェネツィアに設けられた自国パビリオンでコミッショナーの企画した意図や設定したテーマをもとに代表アーティストを紹介する。その中から毎回、優秀賞（金獅子賞）が選ばれている。
コミッショナーやアーティストの選抜方法は国ごとに異なる。例えばイギリス・パビリオンの展示は毎回ブリティッシュ・カウンシルが行い、アメリカは国務省がグッゲンハイム財団、米国情報局、Fund for Artists at International Festivals and Exhibitionsおよび外部非営利団体と協力して出展するが、展示プランの選定は全米芸術基金（NEA）が運営するパネルFederal Advisory Committee on International Exhibitions（学者、教授、芸術家により構成）が非公開の審査で１点を国務省に推薦し、国務省が最終承認するというプロセスをとっている。日本のパビリオンは外務省系の独立行政法人、国際交流基金（ジャパン・ファウンデーション）が運営し、コミッショナーと代表アーティストとを毎回選出している。
またビエンナーレ財団は、各回ごとに、ビエンナーレ全体の企画を行う強力な権限を持ったディレクターを置く。ディレクターはイタリアを中心に世界の美術評論家・キュレーターから選出される。ディレクターは、様々な国からアーティストを招待して行う大規模なテーマ展も企画し、ビエンナーレ全体の方向を決定する。
ビエンナーレに協賛して様々な財団や美術館などが行う特別展もビエンナーレ会期中にヴェネツィア市内の各所で開催されており、ビエンナーレが開催される年の春から秋にかけては世界各国から美術愛好家や関係者がヴェネツィアを訪問する。

### 会場・パビリオン
ビエンナーレの主会場はヴェネツィア共和国時代の国立造船所・アルセナーレおよび、ヴェネツィア市街最大の公園・ジャルディーニ（正式名はカステッロ公園だが、「公園」を意味するジャルディーニと通称される）である。当初からの会場であるジャルディーニの園内には参加各国の政府が所有・管理する30の恒久パビリオンが建っている。恒久パビリオンを所有している国はアメリカ・フランス・ドイツ・ロシア・南米諸国など1930年代の強国や冷戦時代の西側陣営の同盟国、その他国際社会での政治力でパビリオンを建てることのできた国である。
パビリオンを持っていない国はジャルディーニ最大のパビリオンである展示館（旧イタリア館）を間借りするか、もしくはジャルディーニの外の市街各所にあるヴィラ（邸宅）を確保して自国アーティストの展示を行う。2000年代以降はアルセナーレが新たな会場として整備された。ビエンナーレのディレクターが企画する展覧会にはアルセナーレの建物が使われており、イタリア館（2009年より）などいくつかの国のパビリオンもアルセナーレ内に新設されている。
各国の代表にならなかった世界の若手アーティストを取り上げる企画展「アペルト」（Aperto）は、スイスの気鋭キュレーターのハラルド・ゼーマンがディレクターに就任した1980年に開始され、後にビエンナーレの公式プログラムの一部となった。「アペルト」は多くのアーティストの国際舞台へのデビューとなったものの1995年には一旦廃止されたが、1999年のディレクターに再度ゼーマンが選ばれると復活した。以後「アペルト」は毎回アルセナーレにおいて開催されている。

### 日本パビリオン

日本パビリオン

日本政府（農商務省）は第2回の1897年にイタリア政府の要請を受けて工芸作品などを出展しているが、その次の参加は第14回（1924年）まで飛んでいるように、政府や国民は一貫してビエンナーレには関心を示さず、展示スペースは毎回他国のパビリオンを間借りしていた。1930年代以降、日本政府はたびたびイタリア政府からパビリオン建設を打診されており、民間では募金を集めて日本館を建設する運動もあった。しかし建設に踏み切る間もなく世界は第二次大戦に突入した。
1952年、日本はビエンナーレにはじめて公式参加した。1950年代前半、イタリア政府から日本外務省へ、ジャルディーニに空いていた最後のパビリオン用地に日本が1956年までにパビリオンを建設しない場合はパビリオンを欲している他国へ用地を割り当てるという通告がなされた。日本は予算不足を理由に建設を見送るところであったが、1955年、ブリヂストンの会長だった石橋正二郎が外務省の要請に応じて資金を政府に寄付し、外務省予算と合わせて建設費が出せることになった。吉阪隆正の設計による日本館が完成したのは1956年であった。

## 歴史

### ビエンナーレの始まり

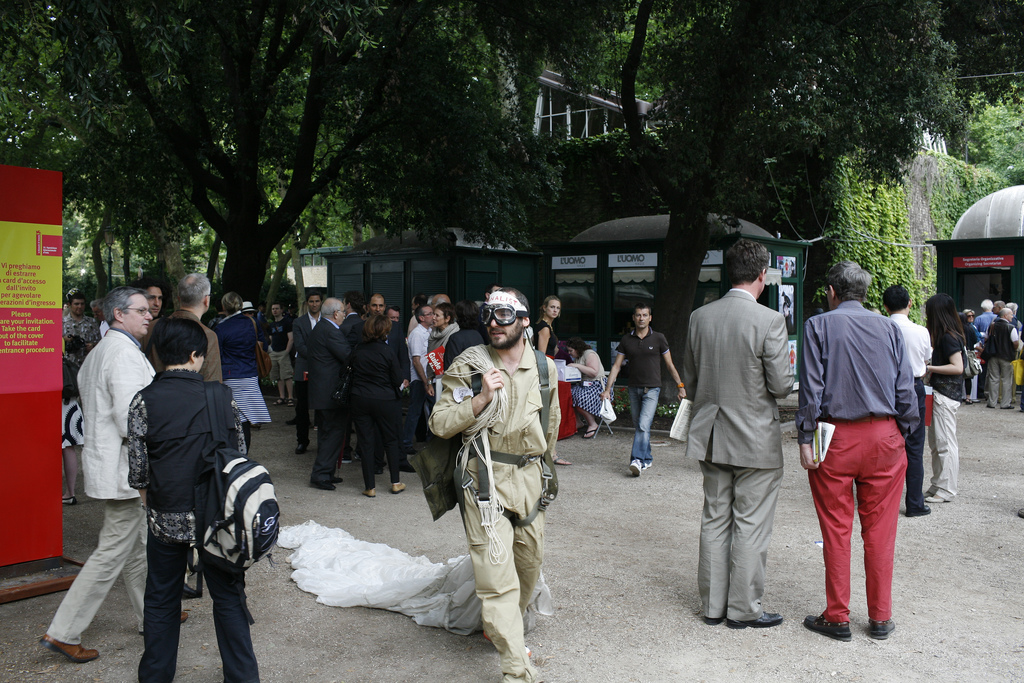
会期中のジャルディーニ会場入口

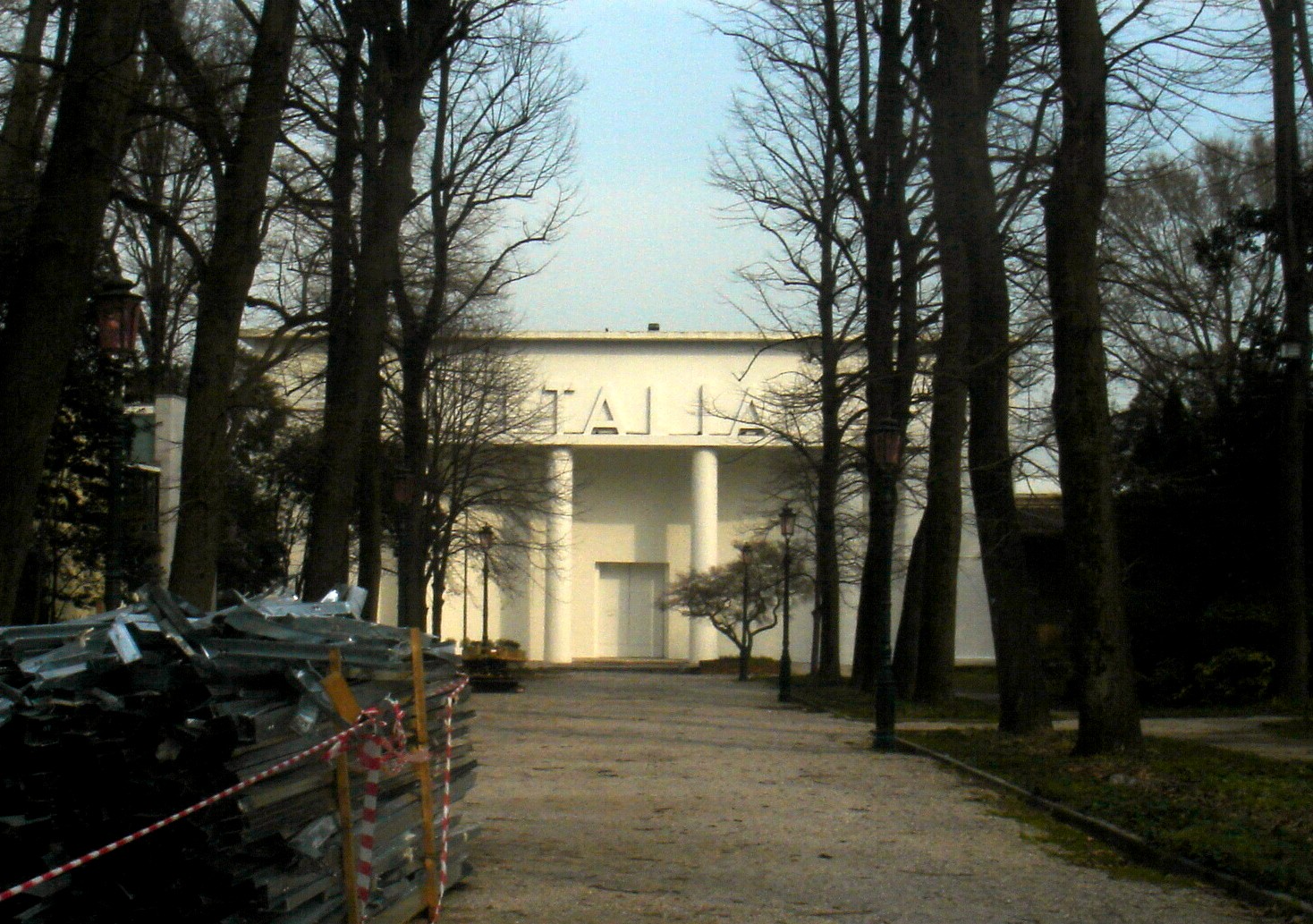
展示館（旧イタリア・パビリオン）

19世紀末、イタリア統一により独立を失い低迷していたヴェネツィア市は、芸術分野でもミラノなどに押されていた。1893年、ヴェネツィア市議会は、ウンベルト1世とマルゲリータ王妃の成婚25周年を記念し、ヴェネツィアが人道及び文化の面で貢献する街になることを決議した。同時にその一環として「イタリア美術展」の開催も決めた。1894年にはジャルディーニで美術展の会場となる展示宮殿（Palazzo dell'Esposizione）の建設が進められた。1895年、ヴェネツィア市は国王夫妻臨席の元、ジャルディーニの展示宮殿で「第一回ヴェネツィア市国際芸術祭」（I Esposizione Internazionale d'Arte della Città di Venezia ）の開会式を挙行した。「第一回ヴェネツィア市国際芸術祭」は会期中に22万4千人の観客を集めた。以後、ヴェネツィア市は二年ごとに芸術祭を開催することを決め、万国博覧会をモデルに事業の拡大を図った。当初から｢国際展｣という在り方に重きがおかれ､各国のコミッショナーが選出した作家の作品を展覧する国別参加(国別展示)と、授賞制度という特徴を持ち､美術のオリンピックとも称されてきた｡当初は装飾芸術が主だったビエンナーレはその後、20世紀の美術運動を紹介する場となるとともに、国際政治の確執の舞台ともなってゆく。
20世紀初頭には展覧会の国際化が進んだ。1907年にベルギーがジャルディーニ内に自国専用パビリオンを建てると、各国もこれに追随し、1914年までにハンガリー、ドイツ、イギリス、フランス、ロシアが自国パビリオンを建設した。1909年の回では、観客数が46万人と絶頂に達した。その翌年1910年に開催されたビエンナーレでは、グスタフ・クリムトとピエール＝オーギュスト・ルノワールの個展、およびギュスターヴ・クールベの回顧展が行われるなど、国際的に重要な芸術家が招待された。しかし同回、主催者はスペイン室からパブロ・ピカソの絵画を、余りに目新しすぎて観客にショックを与えるとして撤去し議論となった（ピカソはこの後、1948年までヴェネツィア・ビエンナーレに展示されなかった）。
第一次世界大戦で1916年と1918年の回が中止された後、近代美術に欧米の注目が集まる中、ビエンナーレも近代美術や前衛芸術の紹介に焦点を当てるようになった。1920年には印象派、ポスト印象派、ブリュッケが招かれ、1922年はアメデオ・モディリアーニとアフリカ美術が紹介され議論を呼んだ。戦間期には多くの重要な近代美術家がビエンナーレに参加している。

### ビエンナーレの変化

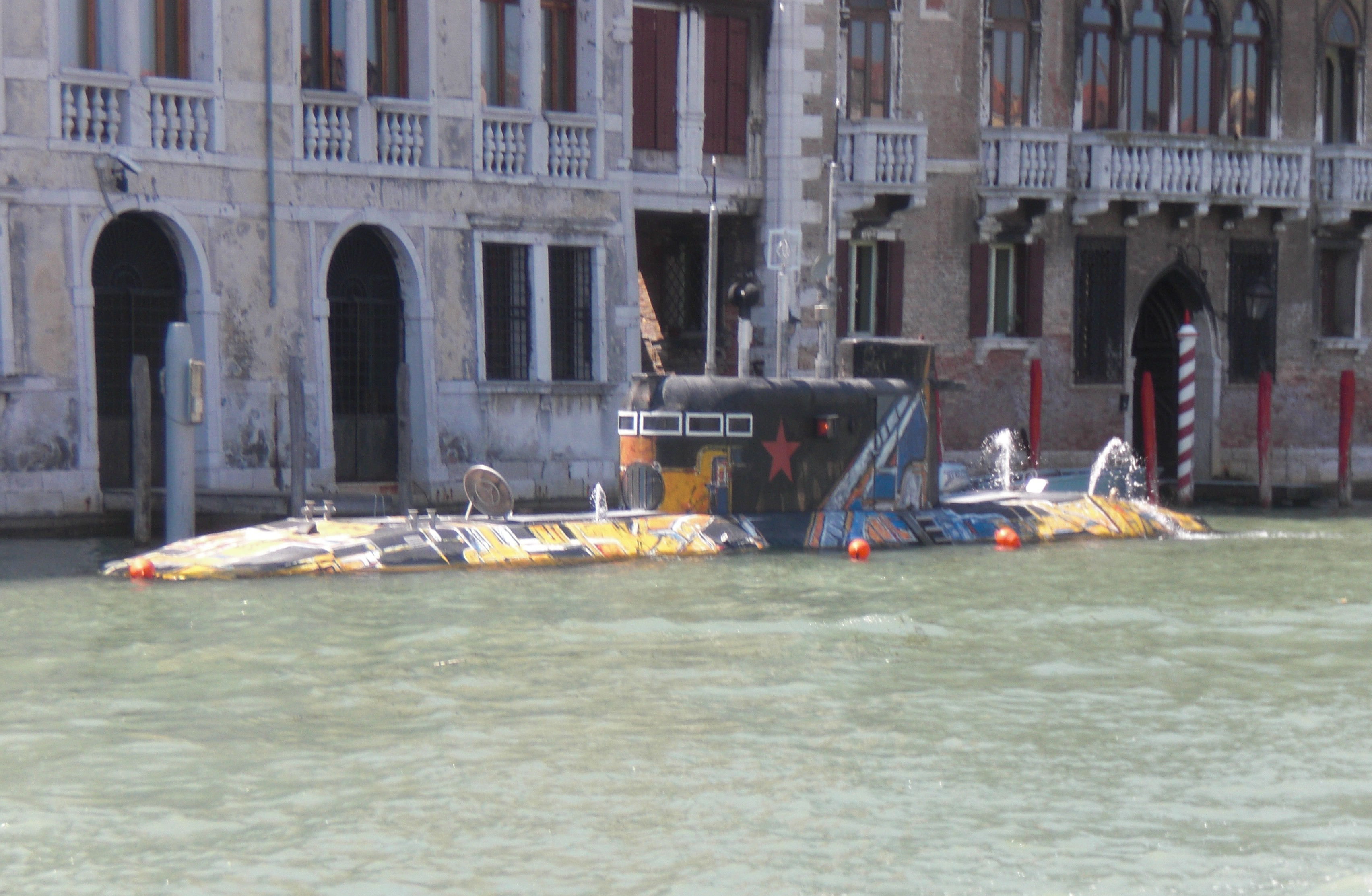
ヴェネツィア市街での展示風景、2009年

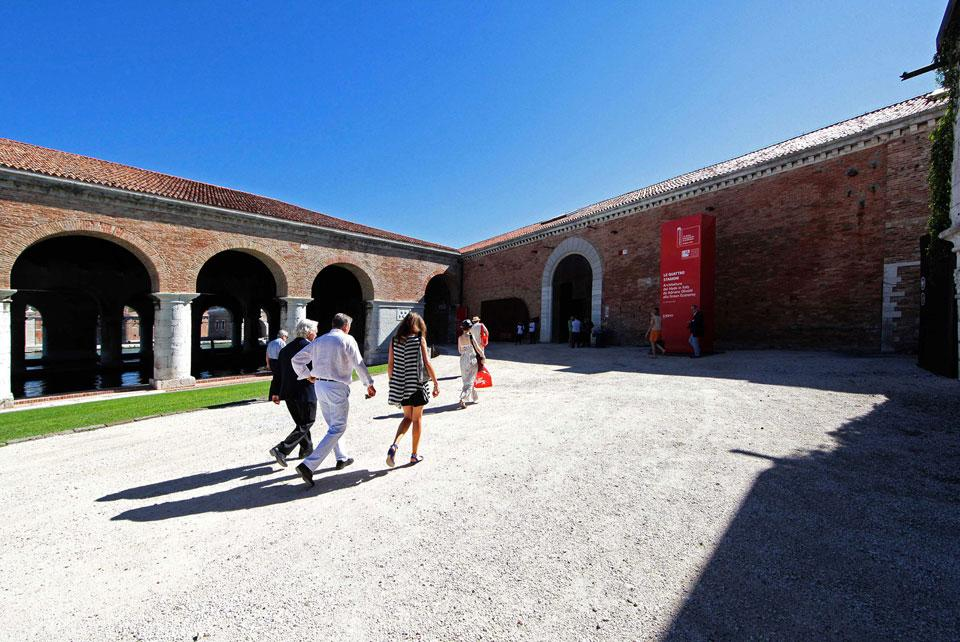
アルセナーレ内に設けられた新イタリア・パビリオン

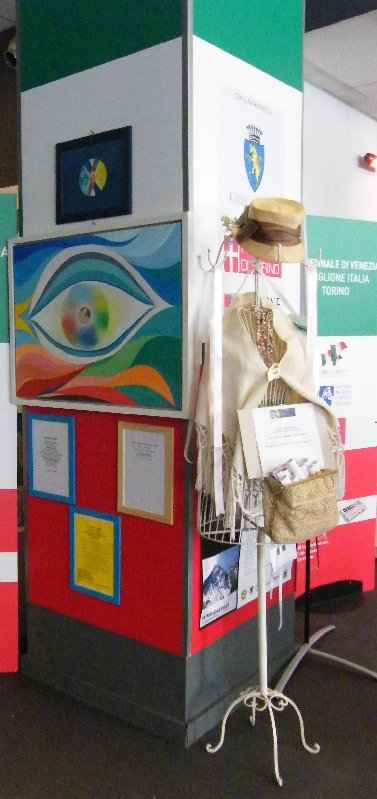
2011-2012年の展示風景 (Special Edition for 150 Anniversary of Italian Unification)

1930年、ビエンナーレの管理権限はヴェネツィア市からファシスト党政府のもとに移管された。1930年には音楽祭、1932年には映画祭、1934年には演劇祭が併催され、ビエンナーレは美術以外の分野に拡大した。1938年からは美術祭の部門でグランプリ（国際大賞）の授賞と国際審査委員会の設置が始まった。ヴェネツィアは各国の対抗の場およびファシスト党の文化政策の宣伝の場となり、1942年の回は枢軸国と中立国のみの祭典となった。1944年と1946年は第二次世界大戦とその後の混乱により中止となった。
ビエンナーレは1948年に再開し、ヨーロッパの新しい前衛芸術運動を、後には世界の現代美術の様々な動向を紹介する文化イベントとして生まれ変わった。1950年代にはヨーロッパのアンフォルメルおよびアメリカの抽象表現主義が、1960年代にはポップアートがヴェネツィアで世界に紹介された。1948年から1972年までの回では、イタリアの建築家カルロ・スカルパが会場構成を行い、優れたアイデアで顕著な貢献をした。
ビエンナーレは大国同士が文化の覇を争う場であった。第二次大戦後しばらくはフランスとアメリカ合衆国が自国のアーティストにグランプリを獲らせようと競争を繰り広げた。1964年にはアメリカが軍用機で作品を運搬するなど国家的組織力を使ったバックアップを行った結果､同国代表のラウシェンバーグがグランプリを受賞し､物議をかもした｡

### ビエンナーレの迷走と再生
1968年には､ビエンナーレが大国主義や商業主義の祭典であるとしてパリ五月革命の影響を受けた学生たちの激しい抗議運動の対象となった｡各国の美術関係者がボイコットを呼びかけたり、美術家らが各国政府からの出展要請を断ったりする混乱が起こり、大規模な抗議運動に対してビエンナーレ会場に警官隊が導入される事態となった。またヴェネツィア・ビエンナーレの混迷をよそに、賞制度も国別パビリオン制度もなく、展覧会の全権を握るディレクターが出展作家や展示方法を柔軟に決定するというドイツのドクメンタが躍進しており、ヴェネツィアも改革が迫られた。
1970年には､前回の混乱を踏まえて賞制度が廃止され､｢国単位ではなく作家を中心にした展示｣｢制作の過程を見せるなど観衆をも取り込むようにすること｣など､新しい方向性が示された｡1972年には、ジャルディーニ以外の会場を使って一つのテーマに沿った特別展を行うなど、権威主義を払拭するための改革も行われた。
1974年の開催はついに見送られることになるが､準備期間の73年に､視覚芸術､映画､音楽､演劇の４部門制となることなどが決定され、1976年に再開に至った。1980年からはイタリアの美術評論家アキーレ・ボニート・オリーヴァ（Achille Bonito Oliva）とスイスのキュレーターハラルド・ゼーマン（Harald Szeemann）がこれからの若手アーティストを紹介する「アペルト」（Aperto）部門を設け、新しいアートシーンへの目配りがなされた。1986年には授賞制度も復活し､かつてのグランプリ（国際大賞）に代わる優秀賞（金獅子賞）が導入された。
1995年に100周年記念のビエンナーレが行えるよう、1990年の回の後、1993年の回まで3年の間隔が置かれた。1999年と2001年、ハラルド・ゼーマンが全体のディレクターに選ばれると、国立造船所アルセナーレを完全に改装して正式な会場とし、中華人民共和国を中心にアジアおよび東欧の作家を大規模に紹介した。新しくアートシーンに登場した国の知られざる現代美術を紹介したことは大きな反響を呼び、2000年代は彼らが世界各地の美術展や美術市場を席巻している。
2005年に開かれた第51回展では､国別展示に史上最多の70カ国が参加したほか､初の女性ディレクター２名がそれぞれ｢いつも少し遠くへ(Always ａ Little Further)｣展と｢アートの経験(The Experience of Art)｣展を企画・開催した。